# وینچستر (کانزاس)
وینچستر (به انگلیسی: Winchester) شهری در ایالت کانزاس کشور ایالات متحده آمریکا است که جمعیت آن در سرشماری سال ۲۰۱۰ میلادی، ۵۵۱ نفر بوده‌است.